# Vera Tschechowa
Vera Tschechowa, née Vera Rust le 22 juillet 1940 à Berlin où elle meurt le 3 avril 2024, est une actrice allemande.

## Biographie

### Famille
Vera Tschechowa est la fille de l'actrice de cinéma Ada Tschechowa et du docteur Wilhelm Rust. Elle est la petite-fille de l'actrice de cinéma Olga Tchekhova et de l'acteur Michael Tchekhov, et donc l'arrière-petite-nièce de l’écrivain et dramaturge Anton Tchekhov et d'Olga Knipper.
Épouse du producteur Peter Paschek, elle est la mère de Nikolaus Glowna, un fils né d'une précédente liaison avec l'acteur Hartmut Reck.

### Carrière
Élevée à Berlin, Vera Tschechowa entre à la Kunstakademie pour étudier la scénographie, mais s'oriente vers le métier de comédienne, sous la direction d'Anne-Marie Hanschke et d'Ernst Fritz Fürbringer à Munich puis suit des cours à Berlin avec Marlise Ludwig.
Elle débute en 1957 dans le film de Heinz Erhardt Witwer mit fünf Töchtern (de) (« Le Veuf aux cinq filles ») et tourne pour de nombreux films, tant au cinéma qu'à la télévision allemande. Son rôle d'Ulla Wickwebe en 1962, dans le film Das Brot der frühen Jahre, lui fait obtenir le prix fédéral du film, la plus haute distinction du cinéma allemand. Elle reçoit en 1977 le prix de la Goldene Kamera (la Caméra d'or) pour son rôle à la ZDF, dans Zeit der Empfindsamkeit (« Le Temps de la sentimentalité »).
Vera Tschechowa est aussi une comédienne de théâtre. Elle joue à partir de 1959 à la Volksbühne (ou Scène du Peuple) de Berlin, ainsi qu'à Düsseldorf ou Bâle. Elle rencontre dans ces années-là, Elvis Presley (pendant son service militaire), avec qui elle passera peu de temps. Après la mort de sa mère dans une catastrophe aérienne à Brême, elle épouse l'acteur Vadim Glowna en 1967. Elle fonde avec lui en 1980 la société de production Atossa-Produktion qui entre autres a produit Desperado City qui obtient un prix à Cannes en 1981, ainsi qu'un film documentaire sur la saga familiale des Tchekhov : Tschechow in meinem Leben (« Tchekhov dans ma vie ») qui fait date.
Depuis les années 1990, Vera Tschechowa se tourne vers la réalisation de films pour la télévision, notamment des portraits de personnalités comme Václav Havel, Edouard Chevardnadzé, Klaus-Maria Brandauer, Katja Riemann, Anthony Quinn, etc.

## Filmographie partielle
- 1957 : Witwer mit fünf Töchtern
- 1957 : Unter Achtzehn
- 1958 : La Fille aux yeux de chat
- 1958 : La Danseuse et le Bon Dieu
- 1958 : Meine 99 Bräute
- 1958 : Le Médecin de Stalingrad
- 1959 : Und das am Montagmorgen
- 1959 : Freddy unter fremden Sternen
- 1960 : La Jeune pécheresse
- 1960 : Der Schleier fiel…
- 1961 : Le Pain des jeunes années
- 1962 : L'Amour à vingt ans
- 1964 : La Serrure aux treize secrets
- 1966 : In Frankfurt sind die Nächte heiß
- 1970 : Som hon bäddar får han ligga (sv)
- 1973 : Den første kreds
- 1975 : Das Amulett des Todes (de)
- 1976 : Euridice B.A. 2037
- 1978 : Der Schimmelreiter (de)
- 1980 : Panische Zeiten
- 1981 : Desperado City
- 1982 : Les Confessions du chevalier d'industrie Félix Krull
- 1983 : Dies rigorose Leben
- 1984 : Les Yeux du désir (de)
- 1984 : Blaubart (pl)
- 1986 : Tarot
- 1989 : L'Ivresse de la métamorphose